# Sixways Stadium
Sixways Stadium est une enceinte sportive anglaise destinée au rugby à XV utilisée par le club de rugby des Worcester Warriors. Localisé à Worcester, le stade possède une capacité de 12 068 places assises.

## Historique

### Construction
Le stade a été construit et inauguré en 1975.

### Extension et Rénovation
Un plan de rénovation et d'extension du stade d'un montant total de 23 millions de livres sterling a été approuvé en 2006. Ce projet incluait la construction d'un centre sportif, de places de parking supplémentaires avec de nouvelles voies d'accès ainsi qu'une nouvelle entrée au niveau de Pershore Lane pour éviter la congestion les jours de matchs. Les travaux ont débuté pendant l'été 2006 avec l'aménagement des tribunes est et nord portant la capacité du stade à 10 200 places. Début 2008, un second projet d'extension de la tribune est a été proposé par le club. Son coût d'environ 8 millions de livres sterling a porté le coût global à 30£ millions. Ce nouveau plan, approuvé par le conseil du district de Wychavon le 27 mars 2008, a permis d'augmenter la capacité du stade à 12 068 places. Les travaux ont été terminés en septembre 2008 et la nouvelle tribune a été ouverte pour le match contre les Leicester Tigers le 20 septembre 2008. D'autres projets d'extension sont à l'étude avec un objectif de 15 000 places.